# Зависност од порнографије
Зависност од порнографије је научно контроверзна примена модела зависности на употребу порнографије. Порнографија може бити део компулзивног сексуалног понашања са негативним последицама по физичко, ментално, социјално или финансијско благостање. Док је ICD-11 (2022) Светске здравствене организације препознао компулзивни поремећај сексуалног понашања (КПСП) као „поремећај импулзивне контроле“. КПСП није зависност и DSM-V (2013) Америчког психијатријског удружења (2013) и DSM-V-TR (2022) не класификују компулзивну потрошњу порнографије као ментални поремећај или зависност од понашања.
Проблематично гледање порнографије на интернету је гледање интернет порнографије која је проблематична за појединца због личних или друштвених разлога, укључујући прекомерно време проведено у гледању порнографије уместо у интеракцији са другима и олакшавање одлагања. Појединци могу пријавити депресију, друштвену изолацију, губитак каријере, смањену продуктивност или финансијске последице као резултат њиховог претераног гледања порнографије на интернету што омета њихов друштвени живот.

## Епидемиологија
До данас постоји само један репрезентативни узорак (објављен 2017. године) који се односи на узнемиреност због употребе сексуалних видеа. Утврдили су да се од 10.131 испитане жене 0,5% жена сложило са тврдњом да су „зависне“ од порнографије; 1,2% (од 4.218 који су погледали) када је ограничено на жене које кажу да су гледале сексуалне филмове. Упоредиви број који ограничава мушкарце који гледају сексуалне филмове износио је 4,4%. Ово је било без икаквог клиничког скрининга који би требало да елиминише примарне поремећаје (нпр. депресију) или забринутости засноване на религији, тако да их треба сматрати врхунским проценама за потенцијалне поремећаје, ако постоје.
Већина студија стопа користи практични узорак. Једна студија из 2000. на узорку погодности од 9.265 људи открила је да 1% корисника интернета има забринутост у вези са коришћењем интернета, а 17% корисника испуњава критеријуме за проблематичну сексуалну компулзивност, што значи да имају резултате изнад једне стандардне девијације средње вредности Калихманове сексуалне компулзивности. Истраживање које је обухватило 84 мушкарца студентског узраста показало је да је 20–60% узорка мушкараца факултетског узраста који користе порнографију сматрало да је то проблематично. Истраживање поремећаја зависности од интернета показује да се стопа може кретати од 1,5 до 8,2% код Европљана и Американаца.